# Rue de Chantilly (Paris)
Pour les articles homonymes, voir Rue de Chantilly.
La rue de Chantilly est une voie du 9e arrondissement de Paris, en France.

## Situation et accès
La rue de Chantilly est une voie publique située dans le 9e arrondissement de Paris. Elle débute au 24, rue Marie-Éléonore-de-Bellefond et se termine au 60, rue de Maubeuge.

## Origine du nom
En raison du voisinage de la gare du Nord, elle porte le nom de la ville du département de l'Oise, Chantilly, célèbre par son château, le parc, le musée, les écuries et le champ de course attenants.

## Historique
La rue est établie sur l'allée d'entrée — à partir de la rue de Bellefond — du domaine du château Charolais rasé en 1842. La Compagnie impériale des voitures de Paris qui acquit le terrain en 1857 transforma cette allée en voie privée en impasse. Lors de l'ouverture de la rue de Maubeuge en 1891, cette impasse fut aménagée en rue.

## Bâtiments remarquables et lieux de mémoire
- No 5 : l'acteur Jean-Pierre Aumont (mort en 2001) naquit à cette adresse en 1911[2].